# Amman
Amman (àrab: عمان, ʿAmmān) és la capital del Regne de Jordània i el seu centre comercial, industrial i administratiu.

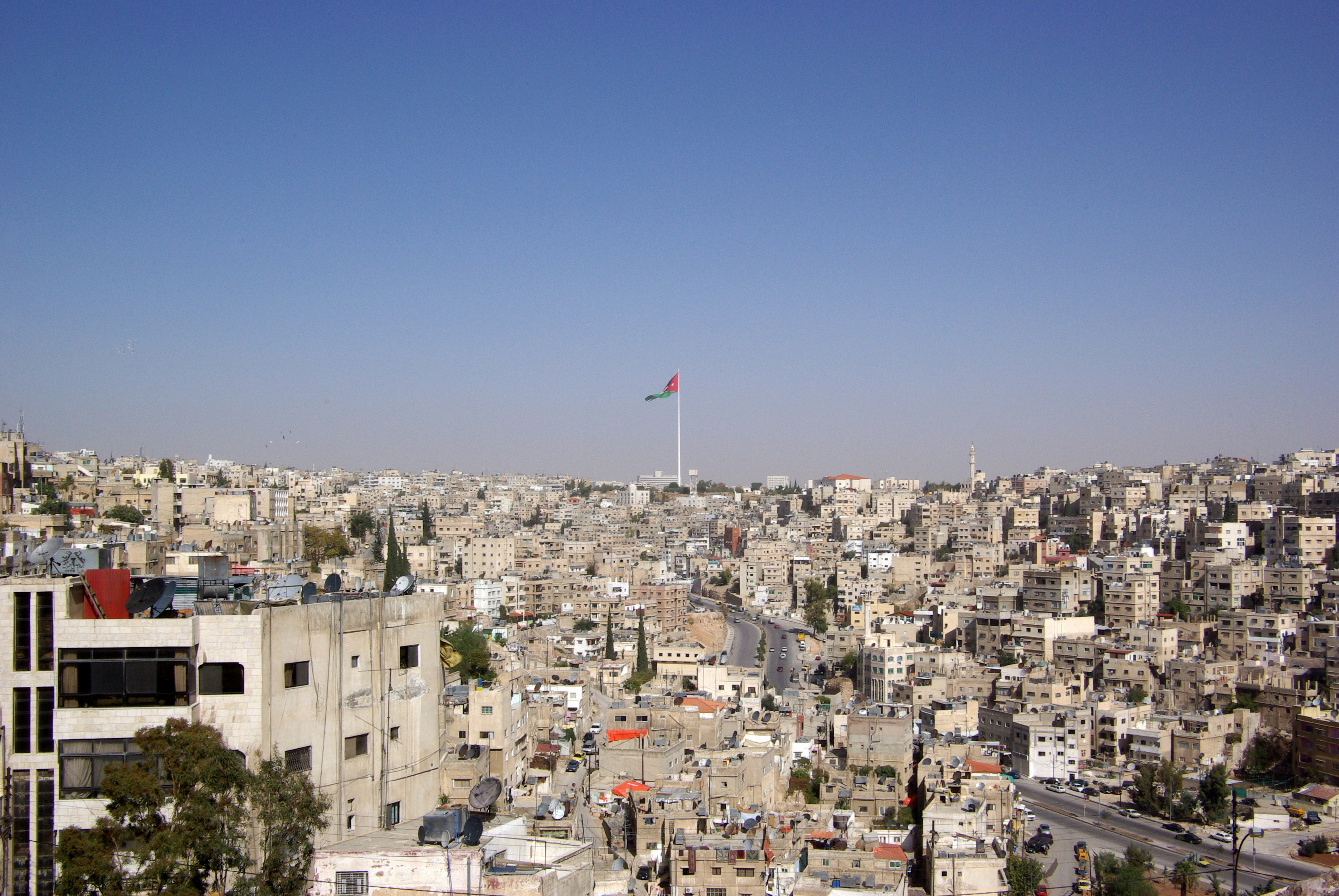
Vista des de la ciutadella

## Etimologia
Amman deriva el seu nom de l'antic poble dels ammonites, la capital dels quals havia estat la ciutat d'ençà el segle XIII aC. Els ammonites la van anomenar 𐤓𐤁𐤕 𐤏𐤌𐤍, Rabat ʻAmmān, amb el terme Rabat que significava la «Capital» o les «Casades del Rei». A la Bíblia hebrea, Rabat ʻAmman es coneix com a «Rabbat Bnei ʿAmmon» (en hebreu bíblic: רבת בני עמון hebreu tibèric Rabbaṯ Bəne ʿAmmôn), escurçat en hebreu modern a «Rabbat Ammon» i apareix a les traduccions a l'anglès com a «Rabbath Ammon». Ptolemeu II Filadelf, el governant macedoni del període hel·lenístic d'Egipte que va regnar del 283 al 246 aC, va rebatejar la ciutat com a «Filadelfia» (grec antic: Φιλαδέλφεια; literalment: «amor fraternal»), d'ell mateix, després d'haver-lo ocupat. A l'època islàmica, el Primer califat va restaurar el seu antic nom semític i el va anomenar Amman al segle vii.

## Història

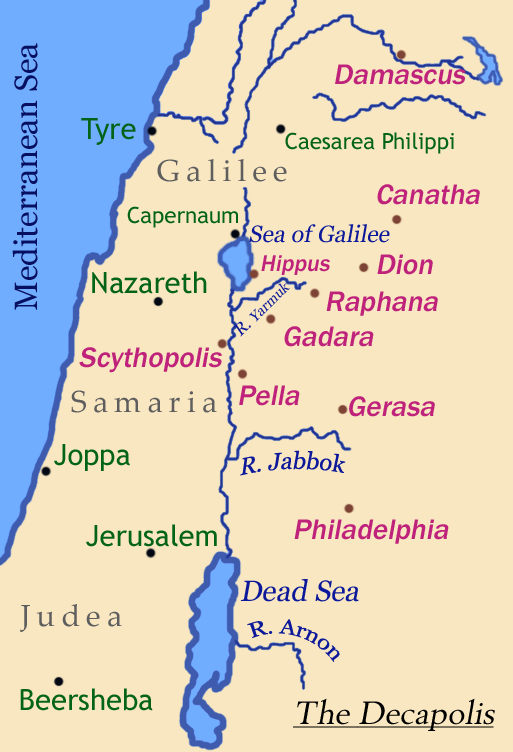
Mapa de la Decàpolis.

De les diverses civilitzacions que han poblat Amman, la primera que ha quedat registrada ho va fer en el Neolític, uns 6500 anys abans de Crist. Els descobriments arqueològics d'Ain Gazal, a l'est de la ciutat mostren també l'evidència del creixement de la producció artística, convertint-la en una de les més avançades de l'època.
Al segle xiii aC Amman va ser anomenada Rabbath ‘Ammôn pels amonites (en hebreu רבת עמון, Rabat Amón). Vers el 1200 aC fou atacada pels israelites sense èxit però finalment conquerida pel rei David al segle xi aC, si bé es va perdre sota el rei Salomó i fou part del regne independent ammonita fins que el territori va esdevenir vassall dels assiris (segles viii i vii aC) per recuperar la independència sota els neobabilònics que només ocasionalment hi van percebre tribut.
Als segles vi, v i iv aC, d'hegemonia dels perses, i més tard dels grecs macedònia, es parla molt poc de la zona que mantingué la independència fins a la conquesta grega sota el rei egipci Ptolemeu II Filadelf (284-246 aC); el rei la va anomenar Filadelfia  (en grec Φιλαδέλφεια, Philadélpheia). El 218 aC va passar als selèucides (Antíoc III el Gran). Al segle i, Filadelfia va caure sota control romà i va ser agrupada a la Decàpolis - una lliga de deu ciutats de cultura grecoromana a l'Orient Mitjà. Temporalment fou ocupada pels nabateus però el 30 aC en foren expulsats per Herodes el Gran del regne del qual fou part. Després el territori va tornar als romans (segle i) que hi van fer moltes construccions (vil·les, teatres, temples, fòrum, nimfeu, i un carrer principal amb columnes a cada costat. El 324, el cristianisme va ser imposat com a religió imperial i Filadelfia va ser seu episcopal i formà part de la província de Palestina Tercera amb capital a Bosra. Més tard, ja en època romana d'Orient, el bisbat s'esmenta com de Filadelfia i Petra.
El seu nom actual procedeix de l'època del regne dels gassànides (regne àrab cristià, aliat de l'Imperi Romà d'Orient). Encara era una ciutat prospera el 635 quan fou conquerida pel general Yazid ben Abi Sufyan, després de la conquesta de Damasc. La decadència es va iniciar quan el centre del califat va passar de Damasc a Bagdad després del 750. El 903 segons Ibn al-Fakih, depenia de Damasc. El 985 al-Makdisi la situa al districte de Filastin i era capital del subdistricte de Balka. Yakut el 1225 l'esmenta com Dakiyanus (la ciutat de l'emperador Deci) i reitera que era capital del districte de Balka. Al-Dimashki que escrivia el 1300 diu que era part del regne de Karak i diu que estava en ruïnes, i Abu l-Fida ho confirma el 1320.
Al segle xix alguns viatgers l'assenyalen com un petit llogaret. El 1878 els turcs hi van instal·lar una colònia de circassians. El 1881 el major Conder hi va iniciar excavacions i van trobar les restes de la mesquita i el minaret; el 1907 Butler la va examinar més àmpliament i va posar en relleu la muralla que pensava era romana d'Orient o romana (fou destruïda uns anys després).
En el 1921 el rei Abdullah I de Transjordània la va fer seu del seu nou govern i més tard capital del regne.
Amman va seguir sent una ciutat petita fins a 1948. Des de llavors, la població ha anat creixent en forma sostinguda com a resultat de l'arribada de refugiats palestins. Les àrees residencials s'han anat expandint cap als pujols circumdants.

## Economia

### Sector bancari
El sector bancari és un dels principals fonaments de l'economia de Jordània. Malgrat el malestar i les dificultats econòmiques al món àrab a conseqüència dels aixecaments de la primavera àrab, el sector bancari de Jordània va mantenir el seu creixement el 2014. El sector està format per 25 bancs, 15 dels quals cotitzen a la Borsa d'Amman. Amman és la ciutat base del Banc Àrab internacional, una de les institucions financeres més grans de l'Orient Mitjà, que dona servei als clients en més de 600 sucursals a 30 països dels cinc continents. Arab Bank representa el 28% de la borsa d'Amman i és la institució amb la millor classificació per capitalització borsària a la borsa.

### Turisme
Amman és la quarta ciutat àrab més visitada i la novena més gran receptora de despesa de visitants internacionals. Aproximadament 1,8 milions de turistes van visitar Amman el 2011 i van gastar més d'1,3 mil milions de dòlars a la ciutat. L'ampliació de l'aeroport internacional Queen Alia és un exemple de la gran inversió del municipi del Gran Amman en la infraestructura de la ciutat. La recent construcció d'un sistema de transport públic i un ferrocarril nacional, i l'ampliació de carreteres, pretenen facilitar el trànsit generat pels milions de visitants anuals de la ciutat.
Amman, i Jordània en general, és el centre de turisme de salut de l'Orient Mitjà. Jordània rep el nombre més gran de turistes mèdics de la regió i el cinquè més alt del món. Amman rep 250.000 pacients estrangers a l'any i més de mil milions de dòlars anuals.

### Negocis
Amman s'està presentant com un centre comercial. El perfil urbà de la ciutat s'està transformant contínuament gràcies a l'aparició de nous projectes. Una part important del negoci va fluir a Amman després de la Guerra de l'Iraq de 2003. El principal aeroport de Jordània, l'aeroport internacional Queen Alia, es troba al sud d'Amman i és el centre de la companyia nacional del país, Royal Jordanian Airlines, una de les principals aerolínies de la regió. L'aerolínia té la seu al districte de Zahran. Rubicon Group Holding i Maktoob, dues grans empreses regionals de tecnologia de la informació, tenen la seu a Amman, juntament amb grans corporacions internacionals com Hikma Pharmaceuticals, una de les empreses farmacèutiques més grans de l'Orient Mitjà, i Aramex, la companyia de transport i logística més gran de l'Orient Mitjà.
En un informe de Dunia Frontier Consultants, Amman, juntament amb Doha, Qatar i Dubai, Emirats Àrabs Units, són els centres preferits per a les corporacions multinacionals que operen a la regió de l'Orient Mitjà i el Nord d'Àfrica. A la revista FDI, Amman va ser escollida com la ciutat de l'Orient Mitjà amb més potencial per ser líder en inversió estrangera directa a la regió. A més, diversos dels bancs d'inversió més grans del món tenen oficines a Amman, com ara Standard Chartered, Société Générale i Citibank.

## Demografia
| 1879 | 1906  | 1930   | 1940   | 1952    | 1979    | 1999      | 2004      | 2010      | 2015      |
| 500  | 5.000 | 10.000 | 20.000 | 108.000 | 848.587 | 1.864.500 | 2.315.600 | 2.842.629 | 4.007.526 |

La població d'Amman va arribar als 4.007.526 el 2015; la ciutat conté al voltant del 42% de la població de Jordània. Té una superfície de 648,7 km² que dona una densitat de població d'uns 2.380 habitants/km². La població d'Amman ha augmentat exponencialment amb les successives onades d'immigrants i refugiats que han arribat al llarg del segle xx. Des d'una població d'aproximadament 1.000 habitants el 1890, Amman va créixer a uns 1.000.000 d'habitants el 1990, principalment a conseqüència de la immigració, però també a causa de l'alta natalitat a la ciutat. Amman havia estat abandonada durant segles fins que centenars de circassians s'hi van establir al segle XIX. Avui dia, uns 40.000 circassians viuen a Amman i als seus voltants. Després que Amman es convertís en un nucli important del Ferrocarril del Hijaz el 1914, moltes famílies de comerciants musulmans i cristians d'al-Salt van emigrar a la ciutat. Una gran part dels habitants d'Amman tenen arrels palestines (d'origen urbà o rural), i els dos grups demogràfics principals de la ciutat avui són àrabs d'ascendència palestina o jordana. Altres grups ètnics representen al voltant del 2% de la població. No hi ha estadístiques oficials sobre la proporció de persones d'ascendència palestina o jordana.
Els nouvinguts formats per jordans del nord i del sud del país i immigrants de Palestina havien augmentat la població de la ciutat de 30.000 el 1930 a 60.000 el 1947. Uns 10.000 palestins, la majoria de Safed, Haifa i Acre, van emigrar a la ciutat per buscar oportunitats econòmiques abans de la Guerra de 1948. Molts dels immigrants d'al-Salt d'aquella època eren originaris de Nablus. La Guerra de 1948 va provocar un èxode de refugiats palestins musulmans i cristians urbans, la majoria de Jaffa, Ramla i Lod, a Amman, la població dels quals va augmentar fins als 110.000 habitants. Amb la captura de Cisjordània per part de Jordània durant la guerra, molts palestins d'aquesta zona van emigrar constantment a Amman entre 1950 i 1966, abans que una altra onada massiva de refugiats palestins de Cisjordània es traslladés a la ciutat durant la Guerra de 1967. El 1970, la població havia augmentat fins a uns 550.000. Uns 200.000 palestins més van arribar després de la seva expulsió de Kuwait durant la Guerra del Golf de 1991. Al voltant del centre d'Amman hi ha diversos grans camps de refugiats palestins.
Com que Amman no té una població nativa molt arrelada, la ciutat no té un dialecte àrab diferent, encara que recentment s'ha anat formant un dialecte d'aquest tipus que utilitza els diferents dialectes jordans i palestins. Els fills dels immigrants de la ciutat també es refereixen cada cop més a ells mateixos com a «Ammani», a diferència de bona part dels habitants de primera generació que s'identifiquen més amb els seus respectius llocs d'origen.

### Religió
Amman té una població majoritàriament musulmana sunnita, i la ciutat conté nombroses mesquites. Entre les mesquites principals hi ha la gran mesquita del rei Abdullah I, construïda entre 1982 i 1989. Està coronada per una cúpula de mosaic blau sota la qual poden resar 3.000 musulmans. La mesquita d'Abu Darweesh, coneguda pel seu patró a quadres en blanc i negre, té un estil arquitectònic exclusiu de Jordània. La mesquita està situada a Jabal Ashrafieh, el punt més alt de la ciutat. L'interior de la mesquita està marcat per parets de colors clars i catifes perses. Durant la conferència del Missatge d'Amman de 2004, els edictes de diversos membres del clergat van oferir les següents escoles de pensament que van obtenir reconeixement col·lectiu: Hanafi, Hanbali, Maliki, Shafi'i, Ja'fari, Zahiri, Zaydi, Ibadi, sufisme relacionat amb tassawuf, muwahhidisme. i el salafisme. Amman també té una petita comunitat drusa.
Un gran nombre de cristians de tot Jordània, especialment d'al-Salt, s'han traslladat a Amman. A prop, Fuheis és una ciutat predominantment cristiana situada al nord-oest de la ciutat. Una petita comunitat catòlica armènia d'unes 70 famílies és present a la ciutat. També es troben a Amman els tribunals eclesiàstics per a qüestions d'estatus personal. Un total de 16 esglésies històriques es troben a les ruïnes d'Um er-Rasas al districte d'Al-Jeezah; es creu que el lloc va servir inicialment com a campaments militars fortificats romans que es van convertir gradualment en una ciutat cap al segle V dC. No s'ha excavat del tot. Va ser influenciat per diverses civilitzacions, com ara els romans, els romans d'Orient i els musulmans. El jaciment conté alguns sòls de mosaic ben conservats, especialment el sòl de mosaic de l'església de Sant Esteve.

## Paisatge urbà

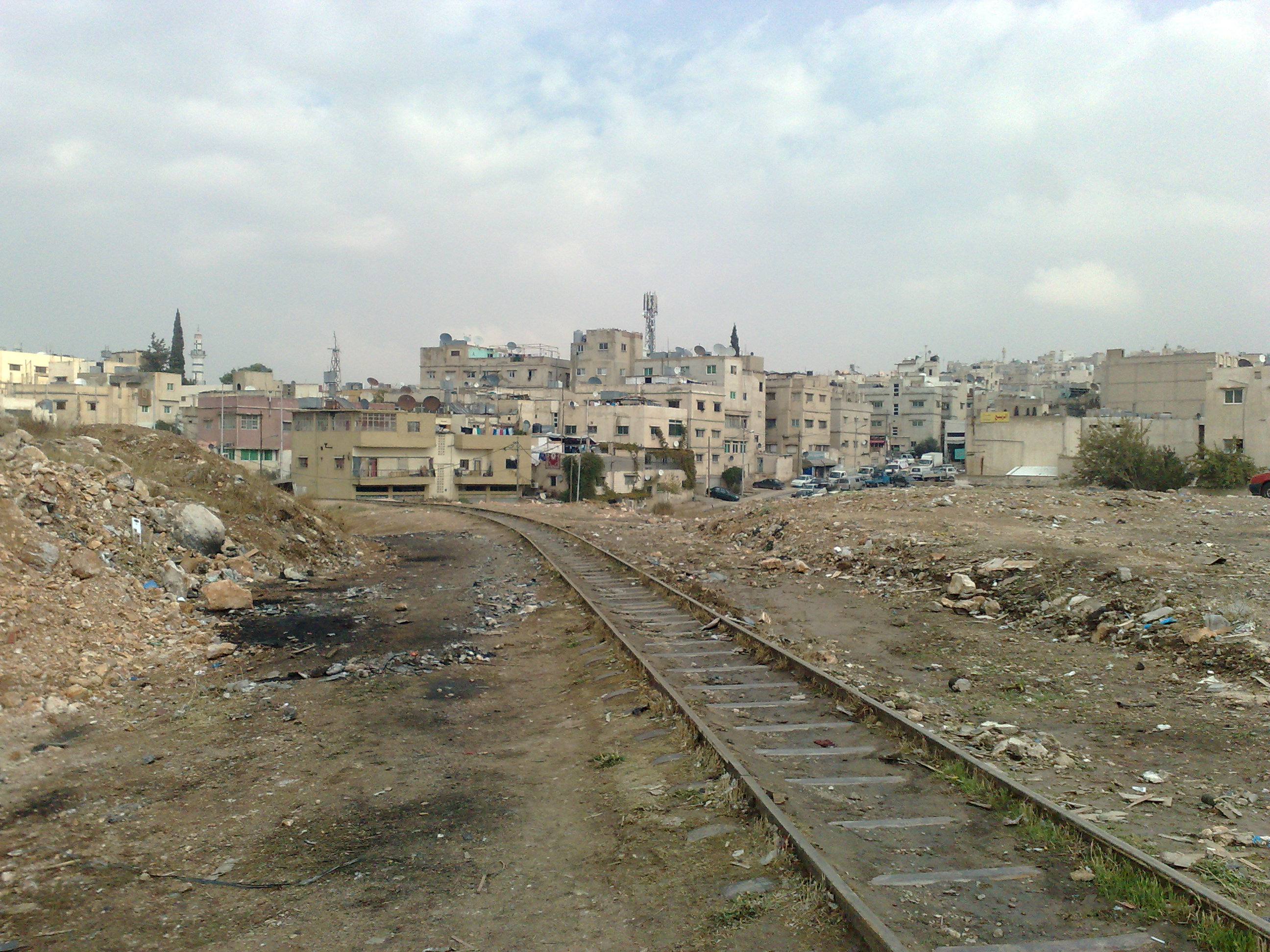
Vista d'un barri marginal d'Amman oriental

El centre d'Amman, la zona del centre de la ciutat (coneguda en àrab com Al-Balad), ha quedat empequer per l'extensa zona urbana que l'envolta. Malgrat els canvis, queda molt del seu antic caràcter. Jabal Amman és una coneguda atracció turística a l'antic Amman, on es troben els millors socs de la ciutat, museus, construccions antigues, monuments i llocs culturals. Jabal Amman també conté el famós carrer de l'Arc de Sant Martí i el mercat cultural Souk Jara.

### Arquitectura

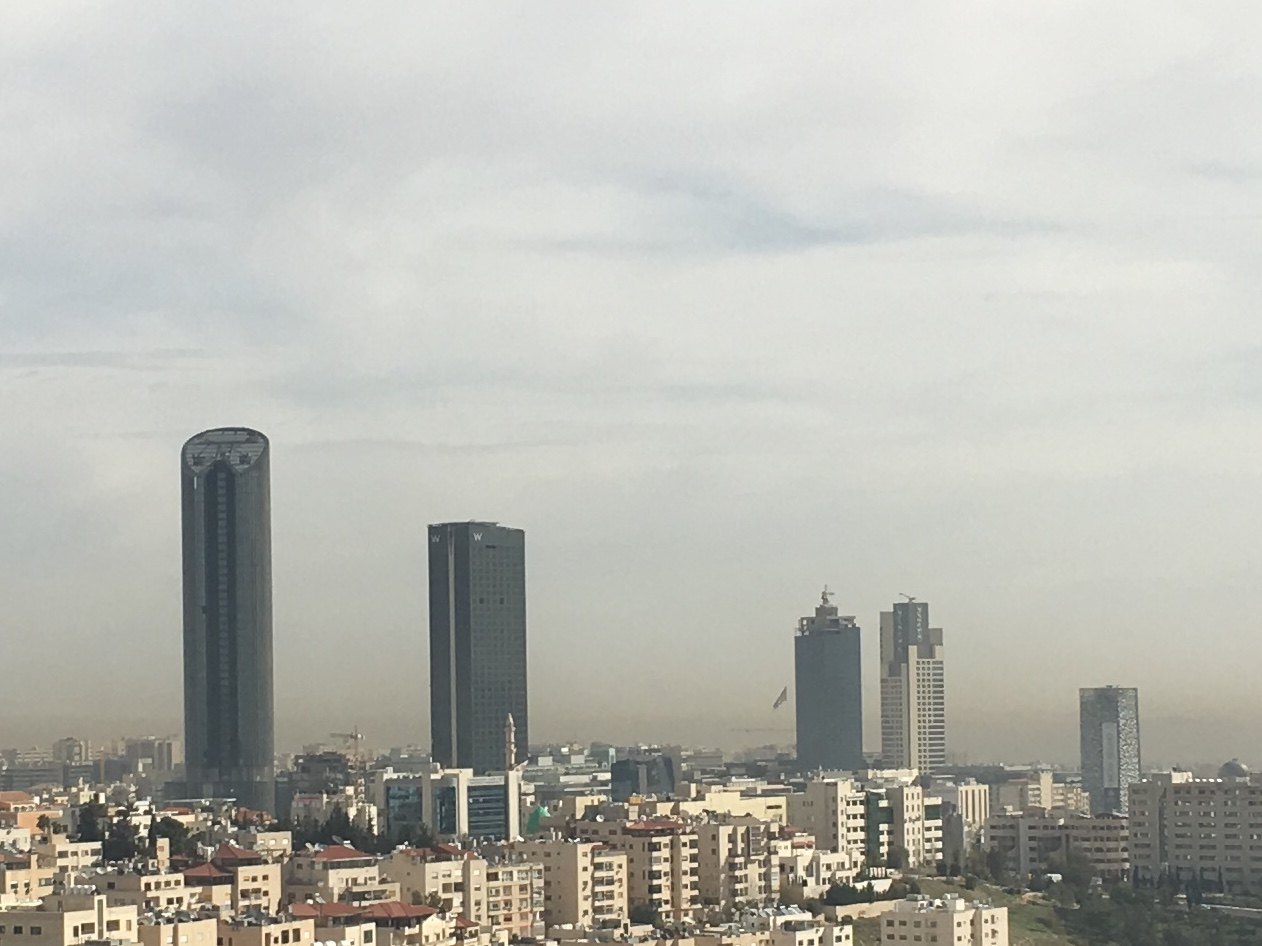
Progrés del projecte Abdali a data de 2018

Els edificis residencials es limiten a quatre pisos per sobre del nivell del carrer i, si és possible, altres quatre pisos per sota, segons les regulacions del municipi del Gran Amman. Els edificis estan coberts de pedra calcària o gres gruixuda de color blanc o beix. Els edificis solen tenir balcons a cada planta, a excepció de la planta baixa, que té un pati davanter i posterior. Alguns edificis fan ús de rajoles Mangalore a les cobertes o a terrat dels porxos coberts. Els hotels, les torres i els edificis comercials estan coberts de pedra, plàstic o vidre.

### Construcció de gran alçada i torres

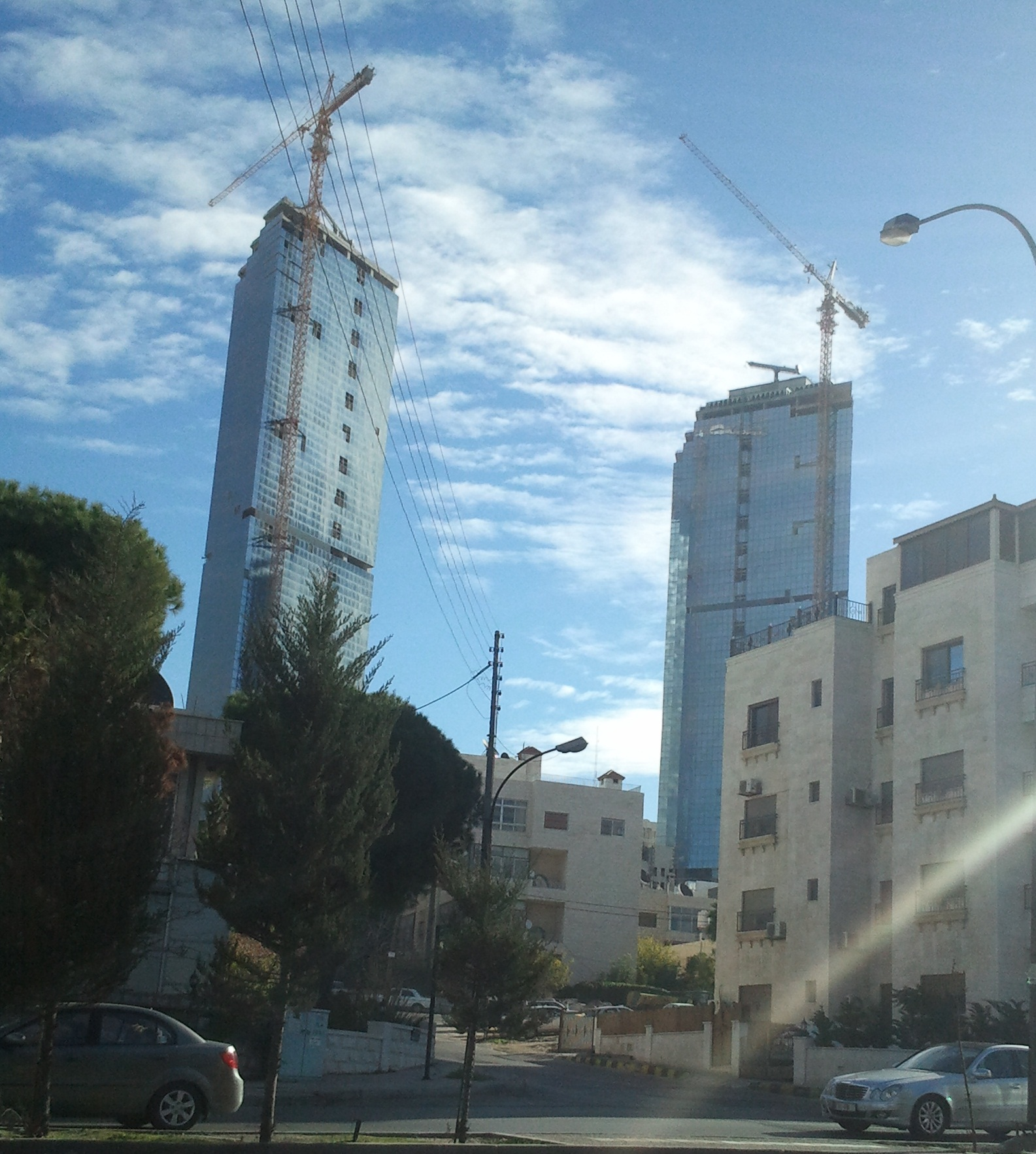
Torres de la Porta de Jordània vistes des de l'oest

El districte de Zahran a l'oest d'Amman és la ubicació de les torres de la porta de Jordània, les primeres torres de gran alçada de la ciutat. Es tracta d'un projecte comercial i residencial de primer nivell en construcció, a prop del 6è Cercle. Les torres són un dels gratacels més coneguts de la ciutat. La torre sud acollirà un hotel Hilton, mentre que la torre nord acollirà oficines. Les torres estan separades per un podi que està previst que es converteixi en un centre comercial. També conté bars, piscines i sales de conferències. Els desenvolupadors són la Gulf Finance House de Bahrain, la Kuwait Investment and Finance Company (KIFC). Es preveu que el projecte s'obri el 2025.
El projecte de regeneració urbana d'Abdali al districte d'Abdali acollirà un centre comercial, un bulevard juntament amb diversos hotels, torres comercials i residencials. Valorat en més de 5 mil milions de dòlars EUA, el projecte Abdali crearà un nou centre visible per a Amman i actuarà com el principal districte de negocis de la ciutat. La primera fase conté unes deu torres. En 30.000 metres quadrats de terreny, un parc dinàmic central és la característica principal de la fase II, que servirà com a tema central per a urbanitzacions principalment residencials, d'oficines, hoteleres i comercials de més de 800.000 metres quadrats.
Les torres de la primera fase inclouen Rotana Hotel Amman, W Hotel Amman, The Heights Tower, Clemenceau Medical Center tower, Abdali Mall Tower, Abdali Gateway Tower, K tower, Vertex Tower, Capital Tower, Saraya Headquarters Tower i Hamad tower.

## L'Amman actual
Avui és una ciutat moderna, albergant a musulmans i cristians on hi conviuen edificis d'estil modern en les noves urbanitzacions a l'oest de la ciutat amb el tradicional soc en el centre d'Amman.
A 45 minuts per carretera es troba el lloc on Jesús va ser batejat en les aigües del Riu Jordà.

## Llocs destacats[44]

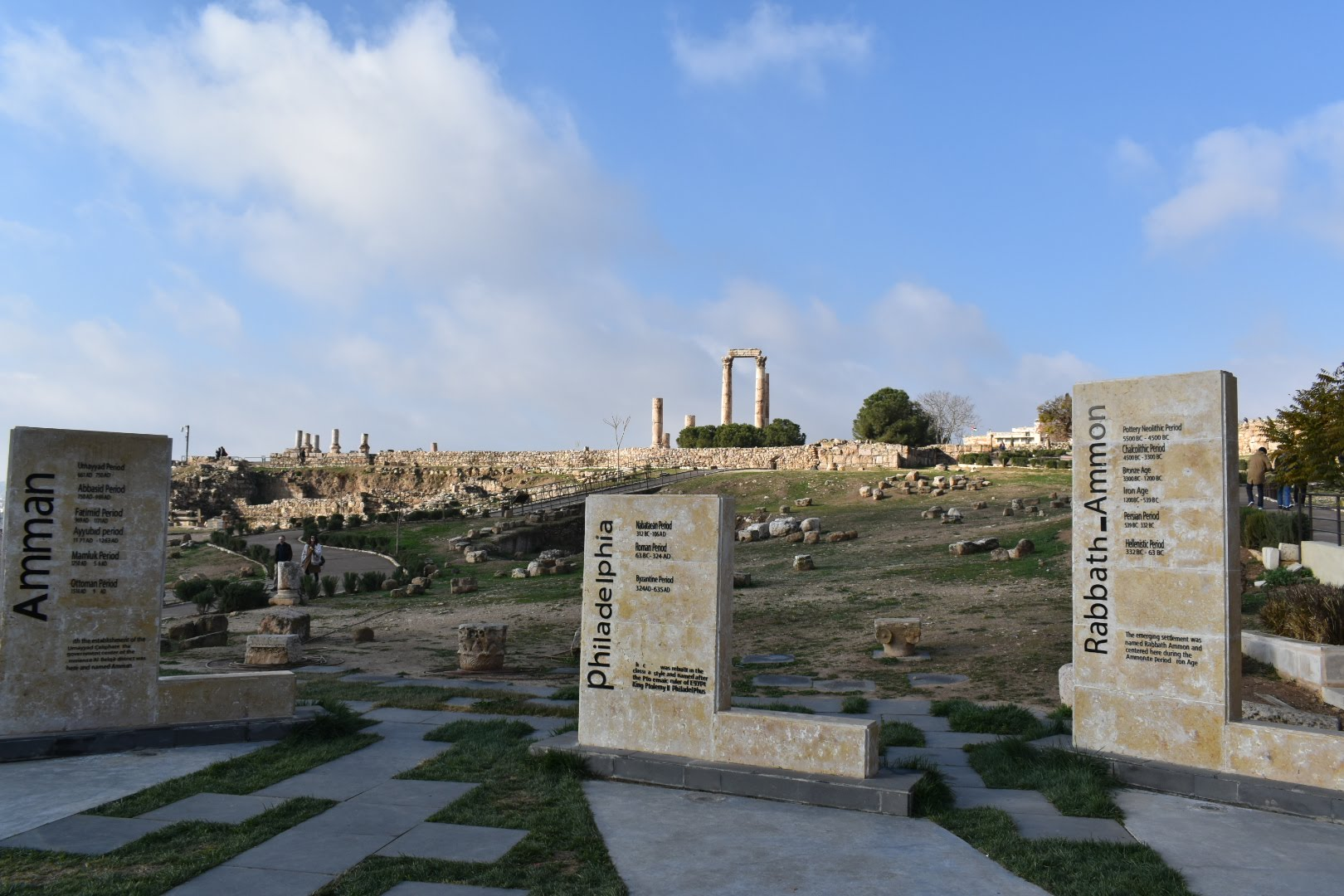
Ciutadella_d'Amman

- CiutadellaCiutadella_d'Amman (àrab جبل القلعة, gebel al-Qalah) és l'origen d'Amman.

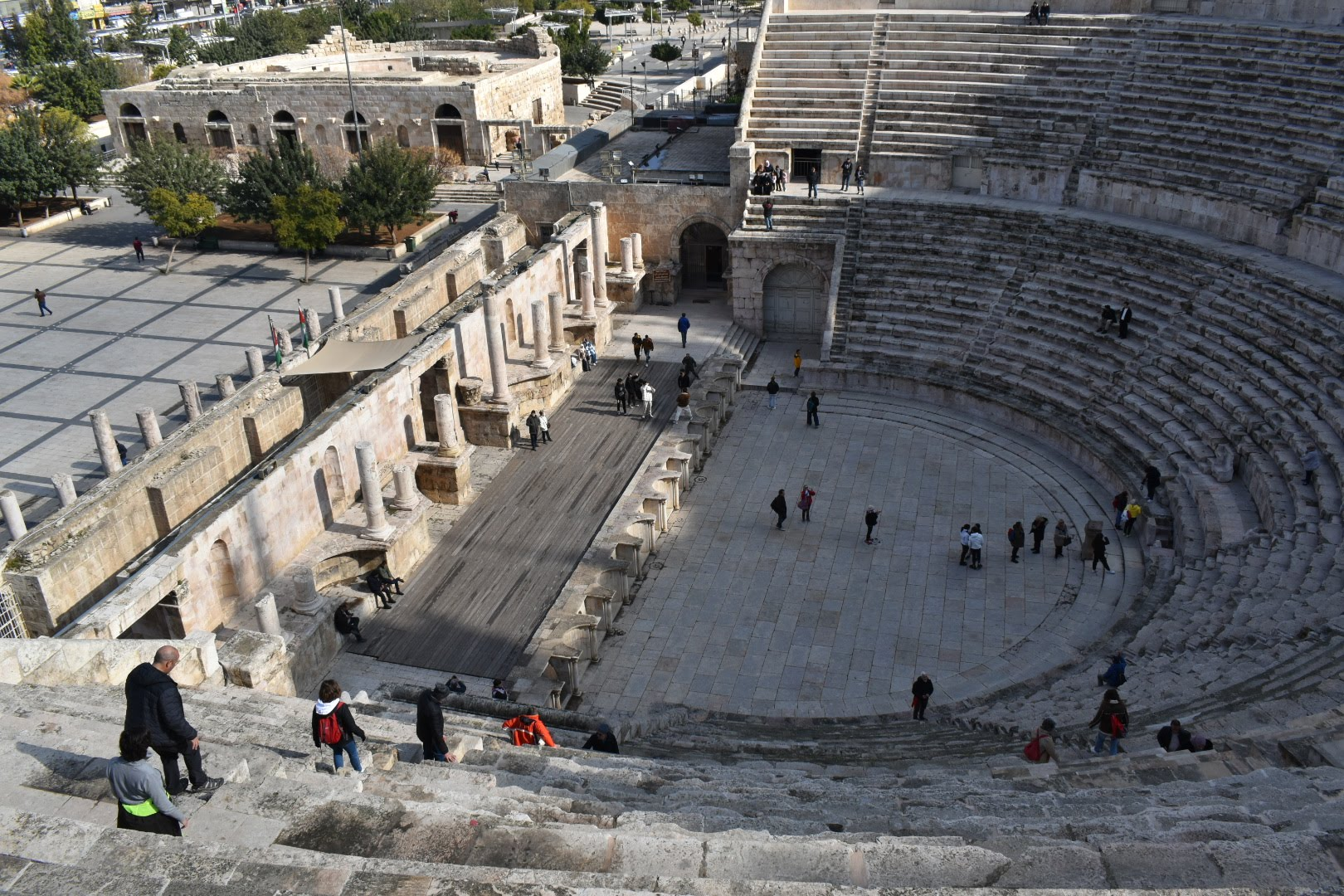
Teatre romà_d'Amman

- El teatre romà Teatre romà_d'Amman s'acabà de construir entre els anys 169 i 177. Té un gran escenari i una càvea de tres nivells de grades aprofitant el desnivell del terreny. Amb una capacitat per 7000 persones.

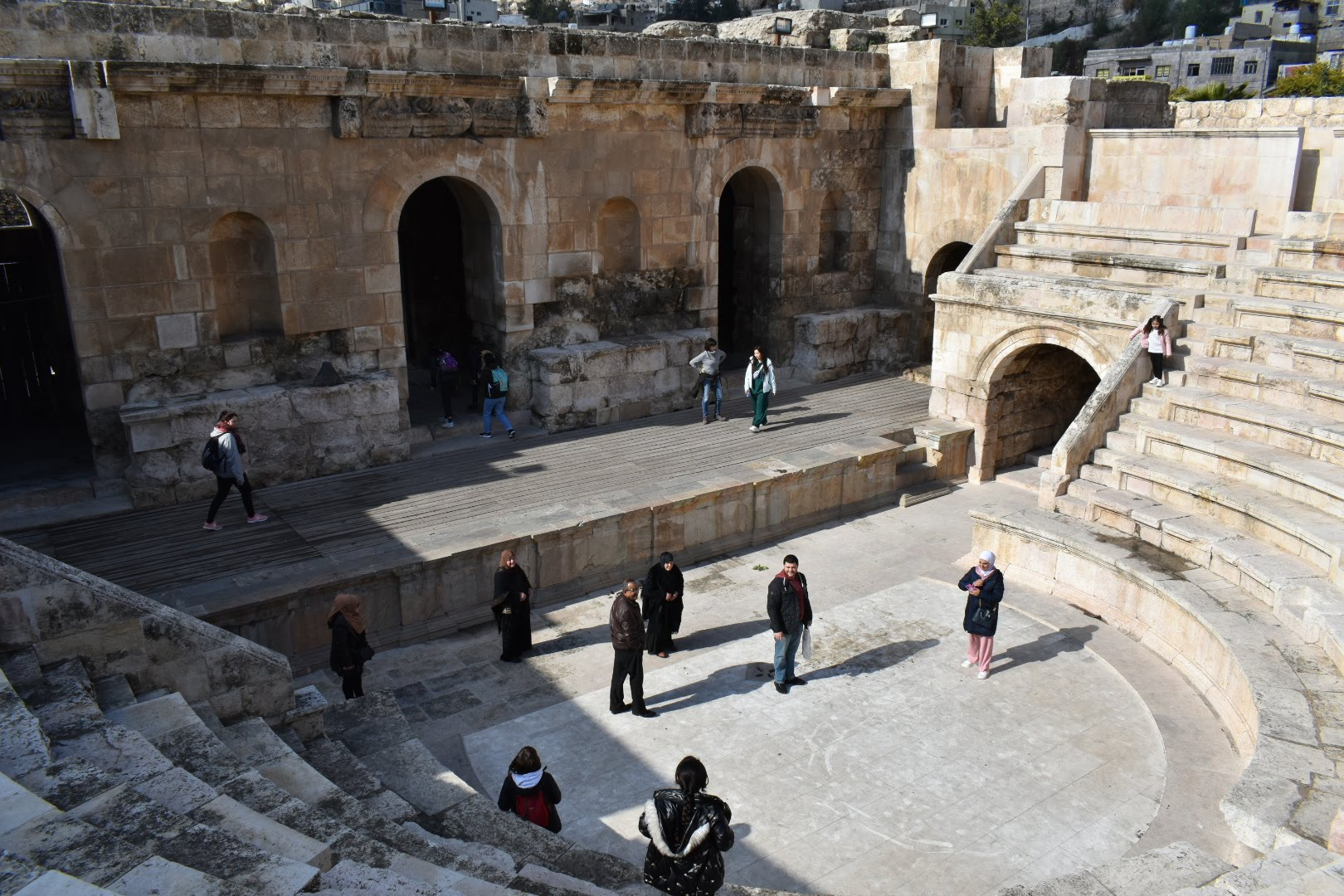
Odèon_d'Amman

- L'odèon Odèon_d'Amman es començà a construir a inicis del segle ii dC, però no el completaren fins molts anys més tard. Segurament tenia una coberta de fusta. Amb una capacitat per 500 persones.